# Сараян
Сараян (перс. سرايان, також романізоване як Sarāyān, Sarā'īān і Sīryān) — місто та столиця округу Сараян, провінція Південний Хорасан, Іран. За даними перепису 2006 року, його населення становило 11 098 осіб, що проживали у складі 2933 сімей.